# Kočevje Polje
Das Kočevje Polje ist ein Karstfeld (Polje) auf dem Gebiet der Gemeinde Kočevje in Oberkrain im Südosten Sloweniens.

## Geographie
Kočevje Polje ist 18 km lang und 5 km breit. Mit seiner Fläche von etwa 80 km² wird es vielfach als das größte Karstfeld Sloweniens angesehen. Die Gegend ist waldreicher und weniger besiedelt als das benachbarte Ribnica Polje. Im zentralen flachen Teil befinden sich die meisten der besten landwirtschaftlichen Flächen und die größte Bevölkerungsdichte.
Das Karstfeld wird im Westen durch das Massiv der Kočevska Gora begrenzt, im Osten durch den Höhenzug des Kočevski Rog (Hornwald).
In Fachkreisen wird das Kočevje Polje gemeinsam mit dem nördlich gelegenen Ribnica Polje auch Ribniško-Kočevsko podolje genannt.

## Gewässer
Durch das Kočevje Polje fließt das Karstflüsschen Rinža. Nordöstlich von Kočevje befindet sich der See Rudniško jezero, der nach der Aufgabe eines Braunkohle-Bergwerks in einer Mulde des Tagebaus entstanden ist.
Bei höheren Wasserstand der benachbarten Flüsse im Gebiet entsteht ein großes gemeinsames Flusssystem, das sich vom Ribnica Polje bis zum Kočevje Polje mit einer Länge von 70 km erstreckt.